# Gang of Four (gruppo musicale)
I Gang of Four sono stati un gruppo post punk britannico, formatosi a Leeds nel 1976.
La Gang of Four era inizialmente formata dal cantante Jon King, dal chitarrista Andy Gill, dal bassista Dave Allen e dal batterista Hugo Burnham. In attività dal 1977 al 1984, si sono riformati due volte negli anni novanta con King e Gill. Nel 2004 sono tornati anche Allen e Burnham.
Il gruppo suona punk rock fortemente influenzato dai generi funk e dub reggae, dedicandosi a temi sociali incentrati sulle difficoltà della società moderna. Il loro primo disco, Entertainment! giunse alla 490ª posizione della lista dei 500 migliori album secondo Rolling Stone. Gli ultimi lavori dei Gang of Four, Songs of the Free ed Hard, li videro più interessati a sonorità più contemporanee, quasi vicine alla disco music.

## Storia del gruppo
Gill e King, autori di buona parte degli album del gruppo, furono fortemente influenzati dal punto di vista filosofico sociale dal pensiero neo-marxista della Scuola di Francoforte, e musicalmente dal crescente affermarsi del genere punk. Inoltre la loro attività musicale fu profondamente influenzata da un viaggio a New York, finanziato dall'università, dove videro i Television e i Ramones esibirsi al celebre club CBGB.
Lo stile di Gill s'ispira a Wilko Johnson ed ai Dr. Feelgood. Jon King è invece solito ballare sul palco, secondo uno stile difficilmente imitabile. Paul Morley ha descritto la loro musica come "una sorta di funk demente, incredibilmente bianco, ma anche molto oscuro, dovuto all'impegno politico e gli slogan provocatori, quanto più vicino possibile al meglio del blues e di Jimi Hendrix.".
Il loro primo singolo, Damaged Goods,  del 1978 e prodotto dalla Fast Records, giunse al primo posto delle classifiche riservate alla musica indie, spesso trasmessa nei programmi radiofonici di John Peel. Ciò indusse il conduttore radiofonico a sostenere sessioni radio, che, grazie a diverse performance dal vivo portarono il gruppo all'attenzione del pubblico internazionale. Successivamente I Gang of Four parteciparono a concerti di successo in Europa e in Nord America. In seguito firmarono un contratto con la EMI. Con questa nuova etichetta pubblicarono il singolo, At Home He's a Tourist, giunto nel 1979 nelle prime 40 posizioni nella classifica inglese. Invitati ad apparire al programma BBC, Top of the Pops, se ne andarono quando gli fu chiesto di sostituire nel testo di una canzone la parola "confezioni" anziché la parola "gomme": infatti, la versione originale di At Home He's a Tourist, era troppo sovversiva per quel programma. Così il singolo fu messo al bando dalla BBC, e di conseguenza i Gang of Four persero il sostegno da parte della EMI, che all'epoca iniziava invece a concentrarsi sui Duran Duran. Anche il singolo, I Love a Man in a Uniform, fu messo al bando dalla BBC, durante la guerra nelle isole Falkland nel 1982.
Il critico Stewart Mason ha considerato il singolo, Love Like Anthrax  non solo la loro "canzone più famigerata", ma anche "una canzone unica ed interessante a suo tempo" . Il brano è tra i tanti a rappresentare le prospettive sociali dei Gang of Four: dopo un'intro di chitarra graffiante e in feedback, la sezione ritmica scandisce un ritmo funkeggiante, dove la chitarra non viene più suonata. In un canale stereo King canta una "antitesi post-punk di una canzone d'amore", paragonandosi ad uno scarabeo in trappola  paragonando l'amore ad "un caso di antrace, qualcosa che non si può afferrare.".
Nello stesso tempo, in un altro canale stereo e un po' meno con forza nel mixaggio, Gill legge un'iscrizione sulla percezione comune dell'amore, e sulla prevalenza di canzoni d'amore nella musica pop: "L'amore emerge molto spesso come argomento per una canzone, perché molti gruppi realizzano tracce perlopiù sull'innamoramento, oppure su come siano felici quando sono innamorati, per cui ci si chiede occasionalmente perché queste band ne parlino per tutto il tempo.". La presenza di due parti vocali simultanee sono rappresentano al più un piccolo disorientamento, soprattutto quando Gill si sofferma sulla sua disamina delle canzoni d'amore, evidenziando alcune parti cantate da Jon King.
Secondo il critico Paul Morley, "i Gang of Four mescolano la feroce precisione del blues dei Dr. Feelgood con l'avanguardia del gruppo inglese degli Henry Cow. Evitando intenzionalmente le scontatezze strutturali, la dolcezza melodica e la sdolcinatezza armonica, la loro musica va incontro a buchi scomodi e parentesi aspre".
Durante un tour negli Stati Uniti persero Allen, che avrebbe poi fondato i gruppi Shriekback, Low Pop Suicide e The Elastic Purejoy. Fu subito sostituito da Buster Jones, che però non registrò mai lavori con il gruppo), e poi da Sara Lee, in seguito nei B-52's. Un anno dopo, una volta pubblicato l'album Songs of the Free, anche Burnham lasciò la band,
Come i Velvet Underground prima di loro, i Gang of Four influenzarono altri musicisti, molto di più di quanto suggerito dalle vendite dei loro dischi. Ispirarono in particolare celebri gruppi alternative rock degli anni '80 e '90, anche se pochi di tali artisti ebbero il loro stesso impegno sociale e politico. Michael "Flea" Balzary, bassista dei Red Hot Chili Peppers, ha sostenuto che i Gang of Four hanno molto influenzato i primi lavori del suo gruppo. Andy Kellman, scrivendo su All Music Guide, ha anche affermato che la loro ispirazione è presente perfino in molti artisti nu metal e rapcore "anche se in modo indiretto" .
Mentre molti musicisti si sono rifatti non poco allo stile punk-funk del gruppo di Leeds, in essi raramente è presente la stessa implicazione sociopolitica che caratterizzava invece i testi di Jon King. Tuttavia alcuni gruppi statunitensi, come i Minutemen e i Fugazi, si sono dimostrati in grado di continuare a portare avanti le tematiche affrontate dal quartetto.
Di recente la band, ritornata sulle scene, ha riacquistato parte della perduta popolarità, dapprima con l'emergere di nuovi gruppi post-punk come i The Rapture, i Liars e i Radio 4, poi con l'ascesa dei Franz Ferdinand e dei Bloc Party, gruppi che hanno recentemente conquistato i favori dei critici della rivista musicale NME. Nel novembre del 2004 Burnham, Allen, Gill e King sono tornati insieme. Nell'ottobre del 2005 i Gang of Four hanno pubblicato un nuovo album con registrazioni scartate dai dischi Entertainment!, Solid Gold and Songs of the Free, intitolato, Return the Gift ed accompagnato da una raccolta di remix. Il 6 maggio 2008 Allen annuncia sul suo blog che lui e Burnham hanno lasciato il gruppo per dedicarsi ad altri progetti.
Il chitarrista Andy Gill, unico componente originale rimasto in formazione, è morto il 1 febbraio 2020.
Il gruppo si è sciolto immediatamente.
Nel 2021 dopo la pubblicazione di The Problem of Leisure: A Celebration of Andy Gill and Gang of Four, album tributo ad Andy Gill, la band viene rimessa in piedi da King e Burnham che reclutano Sara Lee, bassista del gruppo negli anni '80 e David Pajo degli Slint come chitarrista.
Dave Allen, bassista fondatore, è morto il 5 aprile 2025.

## Formazione

### Attuale
- Jon King - voce, melodica (1976-1984, 1990-1995, 2004-2012, 2021-presente)
- Hugo Burnham - batteria (1976-1982, 2004-2006, 2021-presente)
- Sara Lee  - basso, cori (1980-1984, 2021-presente)
- David Pajo - chitarra, cori (2021-presente)

### Ex componenti
- Andy Gill - chitarra, cori, voce (1976-1984, 1990-1995, 2004-2020)
- Dave Wolfson - basso (1976)
- Dave Allen[8] - basso, cori (1977-1981, 2004-2008)
- Steve Goulding - batteria (1983-1984)
- Eddi Reader - voce, cori (1982-1983)
- Busta Jones - basso (1980)
- Gail Ann Dorsey - basso (1990-1991)
- Mark Heaney - batteria (2006-2013)
- Jonny Finnegan - batteria, cori (2014-2016)
- Thomas McNeice - basso, cori (2008-2020)
- John "Gaoler" Sterry - voce, melodica (2012-2020)
- Tobias Humble - batteria (2016-2020)

## Discografia

### Album in studio
- 1979 - Entertainment!
- 1981 - Solid Gold
- 1982 - Songs of the Free
- 1983 - Hard
- 1991 - Mall
- 1995 - Shrinkwrapped
- 2005 - Return the Gift
- 2011 - Content
- 2019 - Happy Now

### Live
- 1984 - At the Palace

### EP
- 1980 - Yellow EP
- 1982 - Another Day/Another Dollar
- 2020 - Anti Hero/This Heaven Gives Me Migraine

### Raccolte
- 1990 - The Peel Sessions
- 1990 - A Brief History of the Twentieth Century